# 機場核心計劃展覽中心
機場核心計劃展覽中心（英語：Airport Core Programme Exhibition Centre）位於香港新界汀九青山公路－汀九段401號，是一座以《香港機場核心計劃》為主題的展覽館，於1996年啟用，由新機場工程統籌署管理及運作。該署於1998年解散後，展覽中心交由民政事務總署荃灣民政事務處管理。展覽中心於2024年12月31日結束營運，原址將活化成為國史教育中心「悠悠館」。

## 建築歷史
機場核心計劃展覽中心原址為霍米園（Homi Villa），稱為白樓的別墅由印度商人J·H·律敦治在1930年代初期建造，當時為香港啤酒廠有限公司（Hong Kong Brewery，現稱香港生力啤酒廠有限公司）在深井興建香港首座釀酒廠，並且興建白樓作為別墅，後來被香港政府購買，更改作為香港公務員宿舍。財政司夏鼎基1973年起曾經入住別墅。
由於建築物具有歷史價值，地理位置可以遠眺青馬大橋及馬灣海峽，白樓於1995年被有關香港政府部門闢作展覽中心，介紹《香港機場核心計劃》，於1996年年初開放。古物諮詢委員會於2010年1月22日將白樓確認評為三級歷史建築。
建築物在2019年尾已被納入「活化歷史建築伙伴計劃」第六期的名單內，供有興趣之非牟利機構提供服務或營運業務。計劃評審結果於2022年6月公佈，由國史教育中心（香港）負責活化白樓。機構將設立名為「悠悠館」的歷史學習中心，並指須閉館15個月裝修，完成後免費開放予市民參觀。
展覽中心最終於2024年12月31日結束營運，將活化成為國史教育中心「悠悠館」，預計2026年落成。至於展館裏的展品包括模型、圖片和展板，民政處指大多都自中心開幕以來展出至今，部分模型日後將轉交路政署保存及考慮作日後展出，而中心內的圖片和展板已透過數碼方式保存。

## 展覽詳情
機場核心計劃展覽中心設有5個展覽區，以模型、圖片及文字展板等介紹《香港機場核心計劃》中的十項核心工程，讓參觀者對整項工程有全面的認識。
展覽中心外豎立了「香港工人死難紀念碑」，悼念在興建新香港國際機場時殉職的49名工人，及於1989年至1998年因為工業意外而不幸喪生的2,291名工人。
位於天台的觀景台與中心外的花園設有望遠鏡，供予參觀者欣賞青馬大橋及周圍的景色。

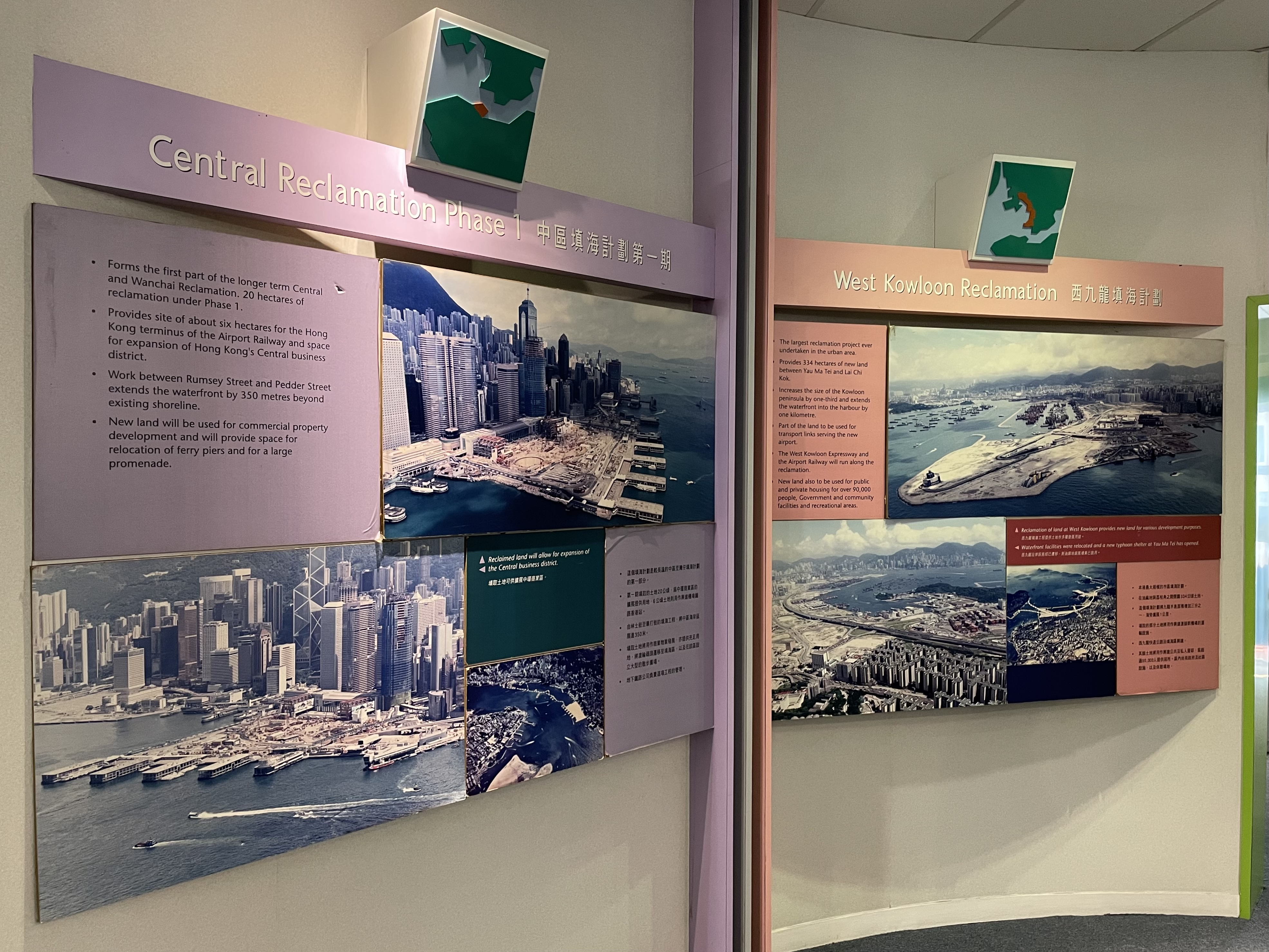
中區填海計劃第一期 西九龍填海計劃
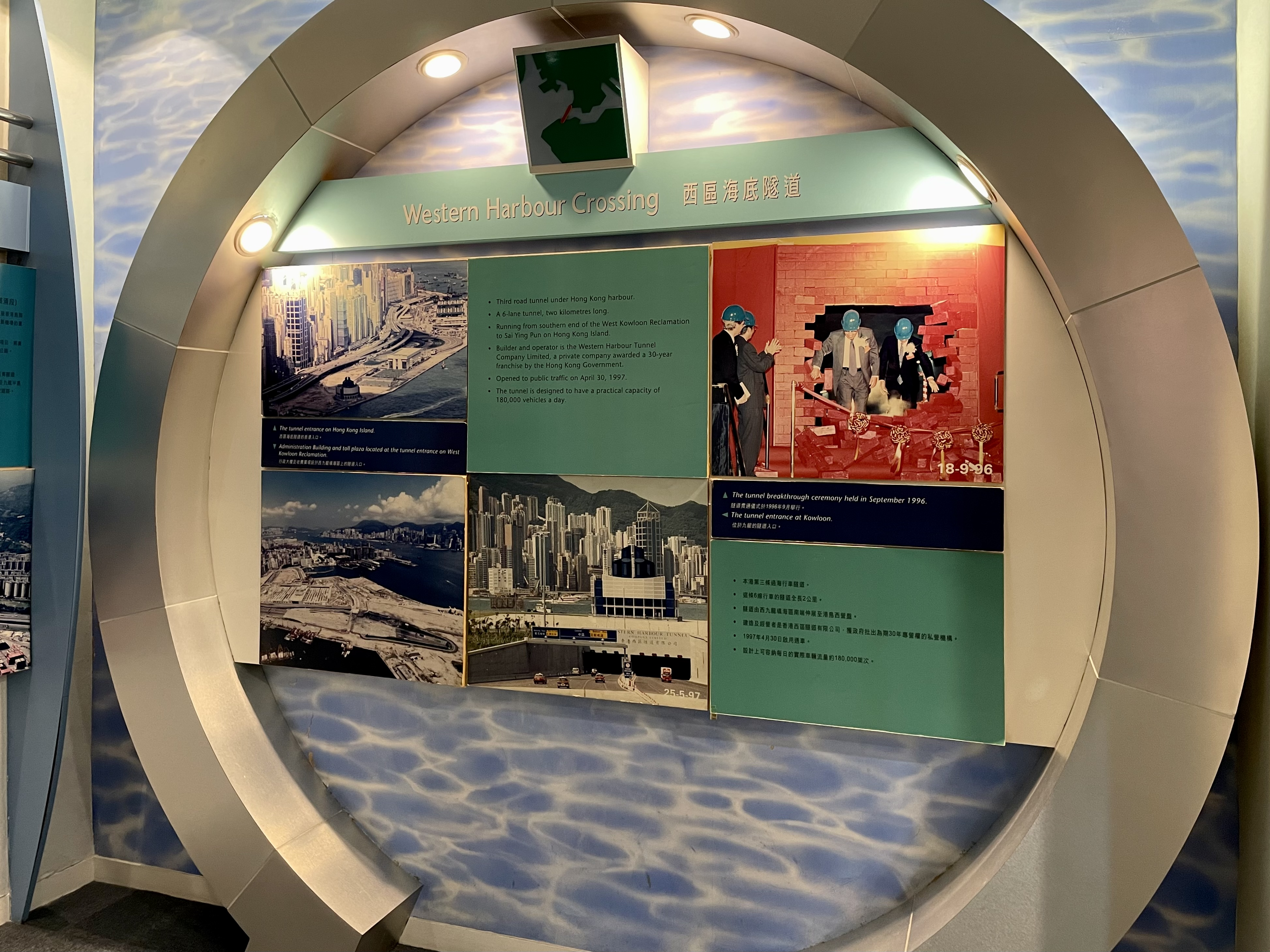
西區海底隧道
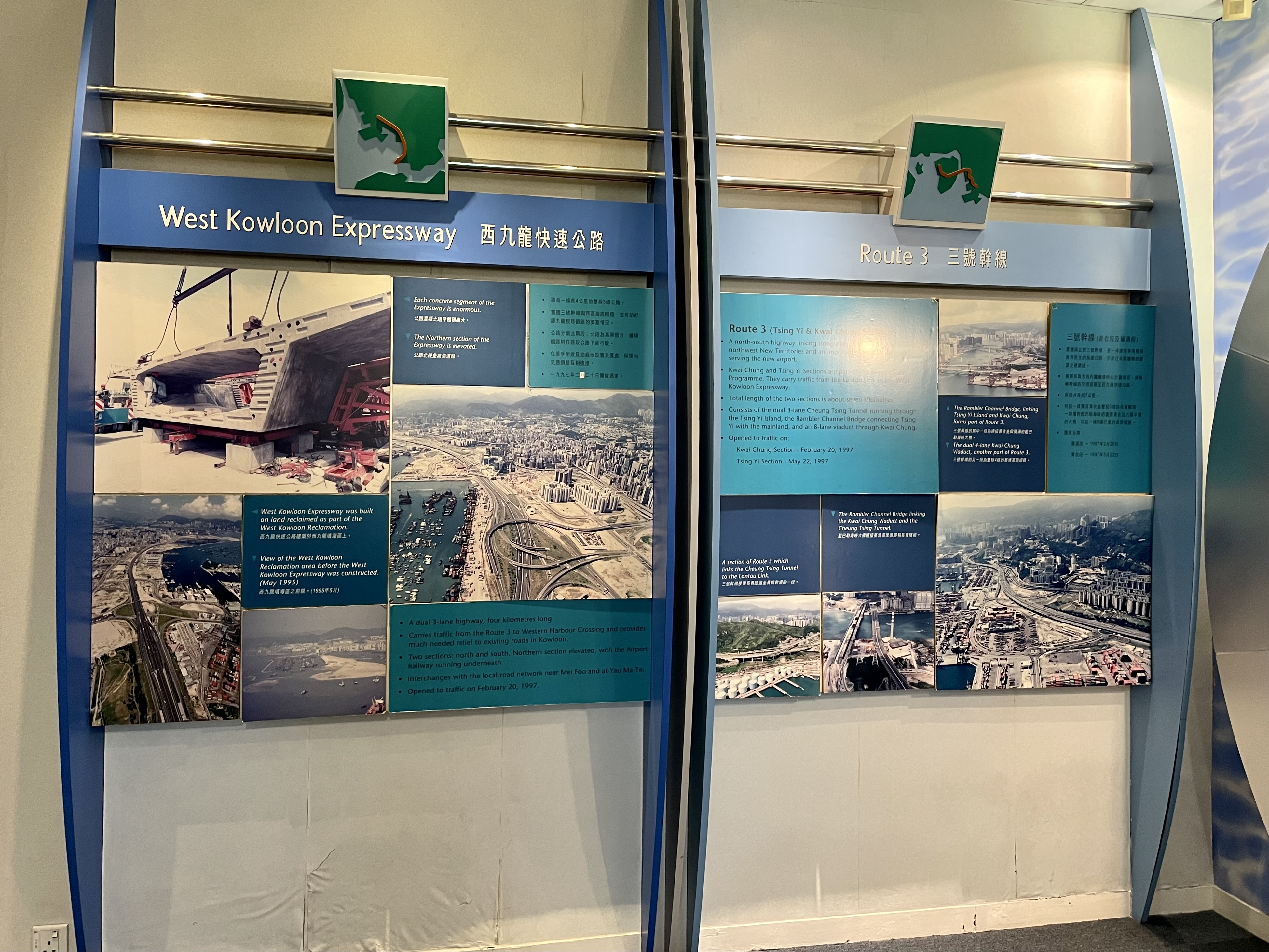
西九龍快速公路 三號幹線
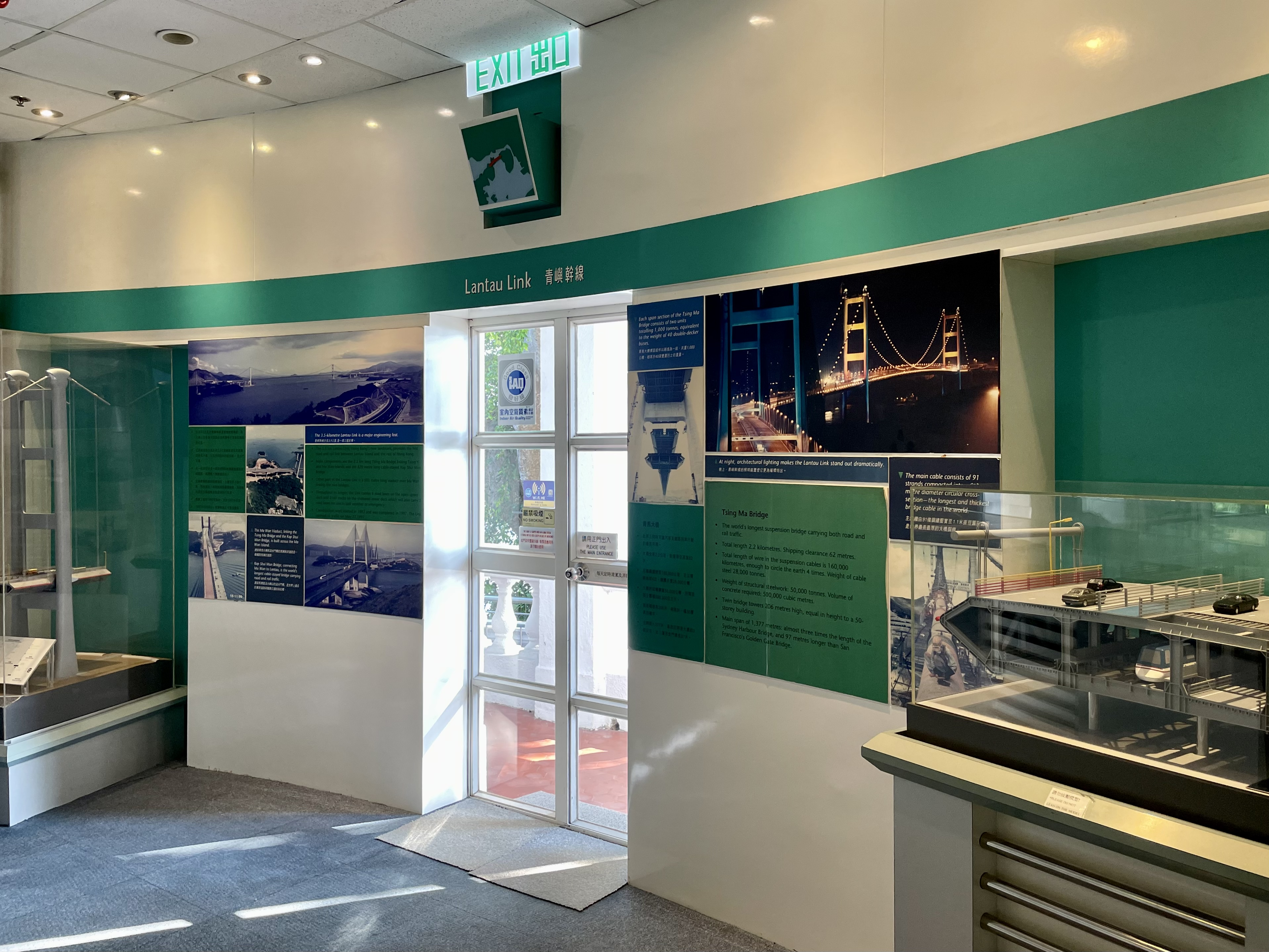
青嶼幹線
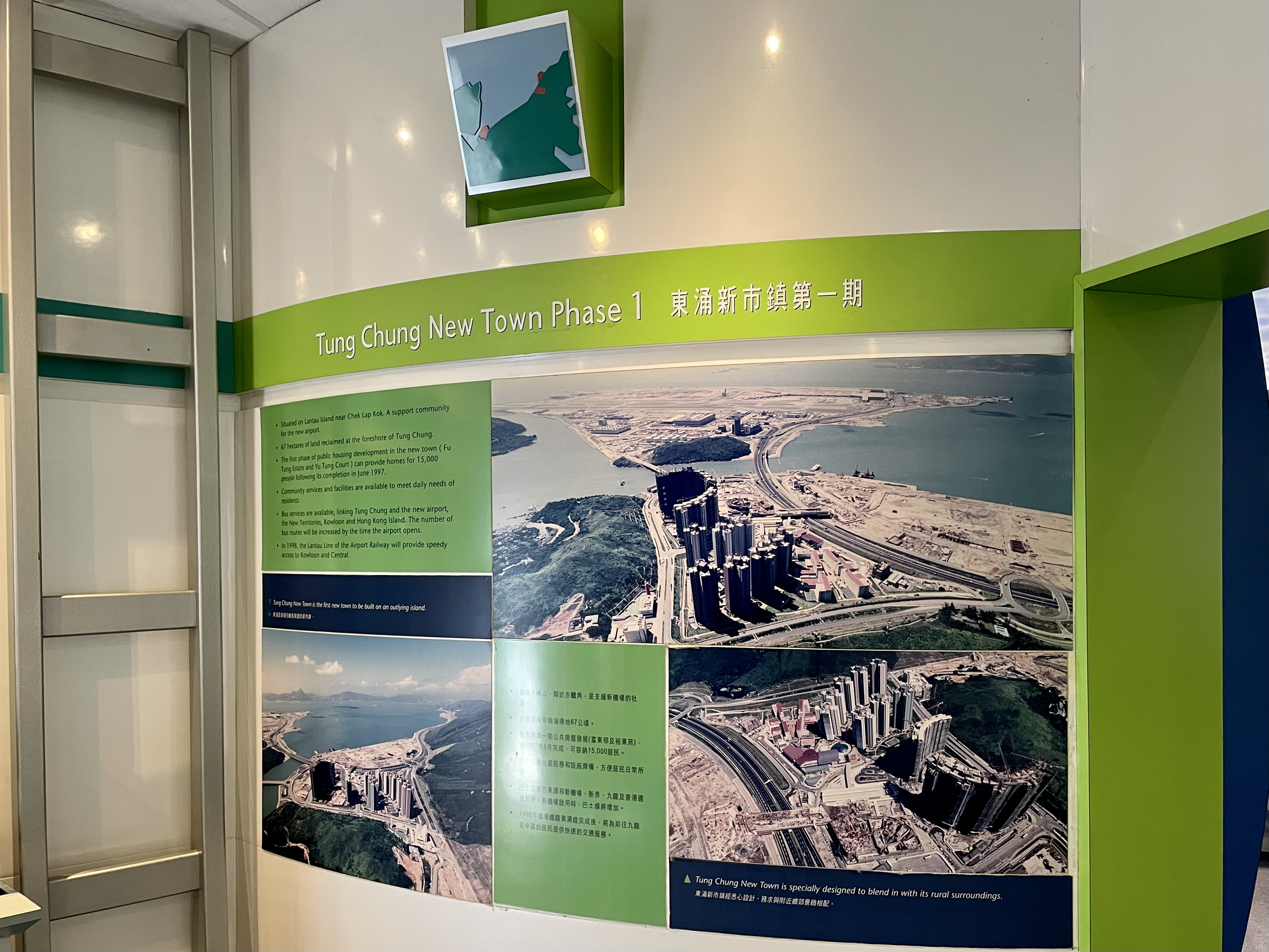
東涌新市鎮第一期
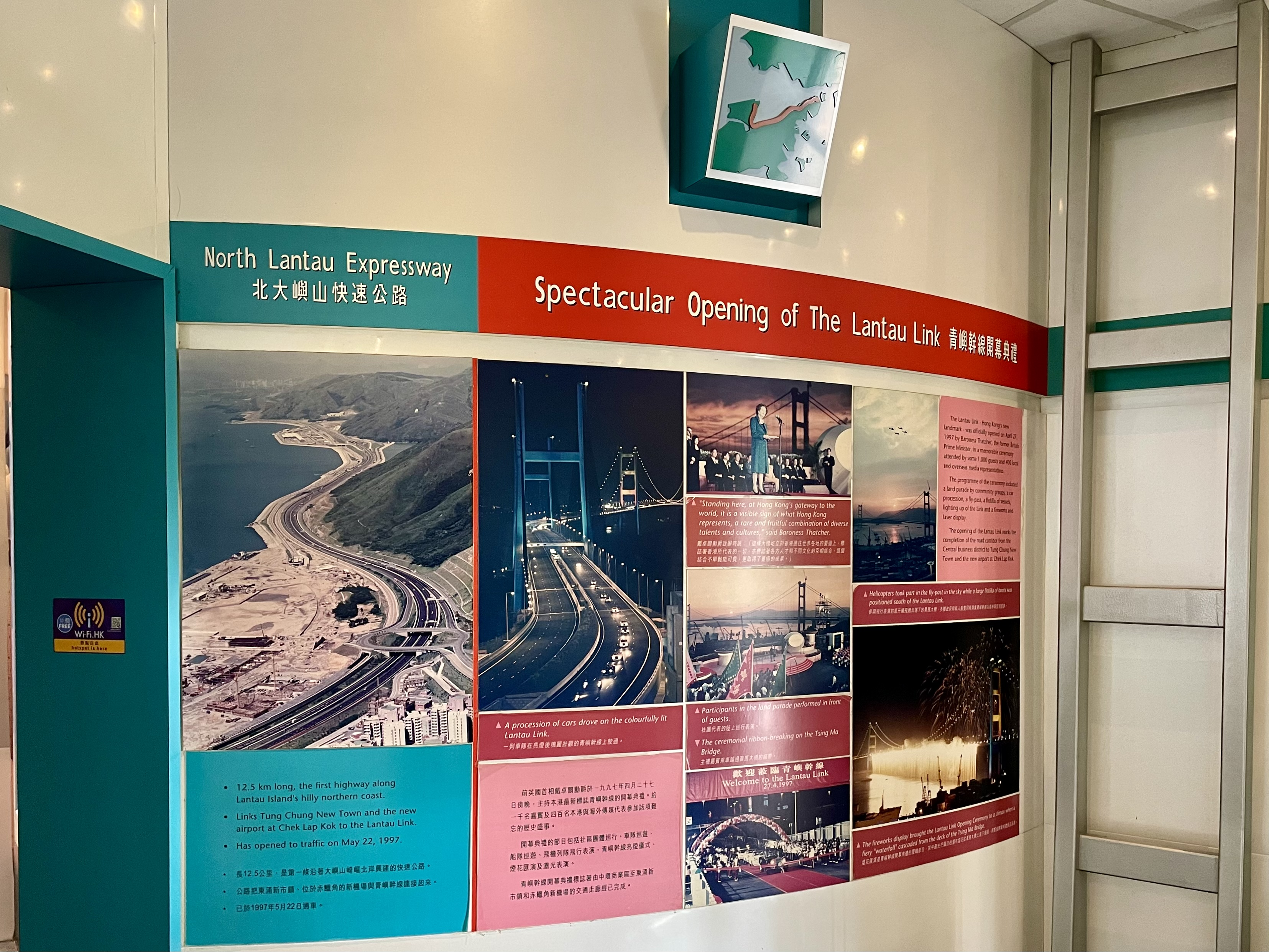
北大嶼山快速公路
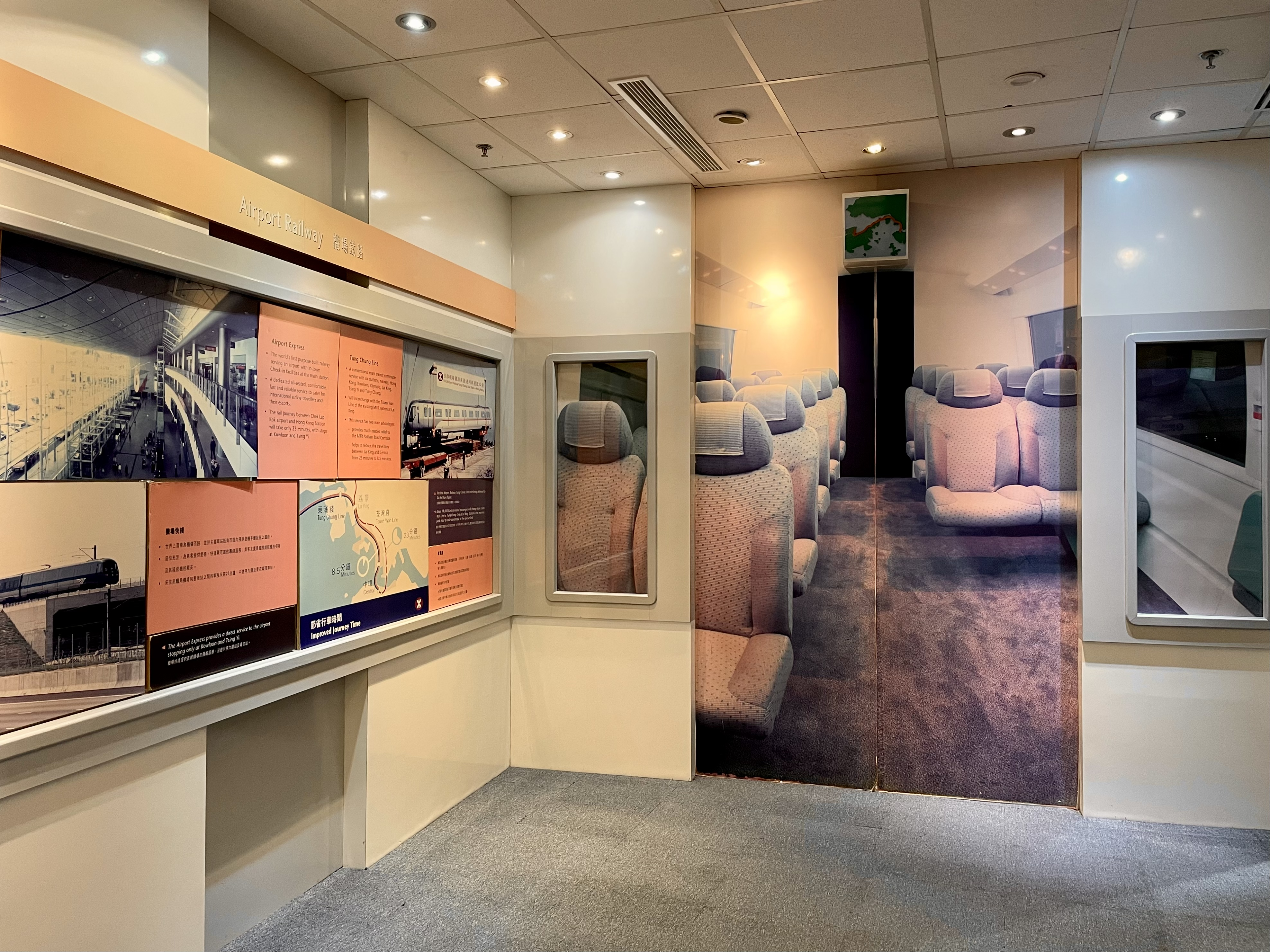
機場鐵路
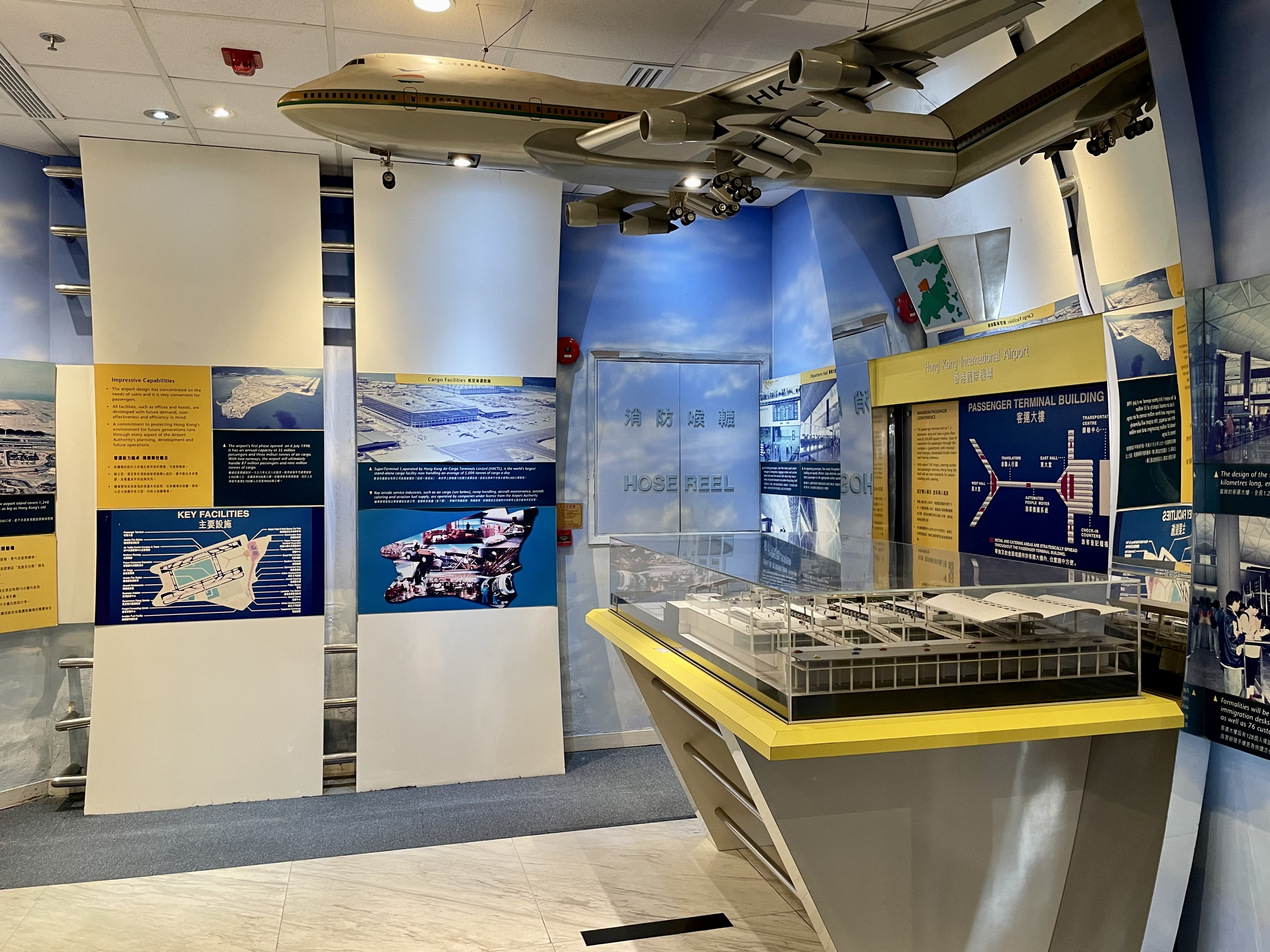
香港國際機場

## 開放時間
免費入場
- 星期二至五：10:00-17:00
- 星期六、日及公眾假期：10:00-18:30
- 星期一：全日休館（如當天為公眾假期則照常開放，但元旦、農曆新年及聖誕假期除外）

## 外部連結
- 機場核心計劃展覽中心

22°21′50.76″N 114°4′13.64″E / 22.3641000°N 114.0704556°E